# Eucinostomus gula
Eucinostomus gula är en fiskart som först beskrevs av Jean René Constant Quoy och Joseph Paul Gaimard 1824.  Eucinostomus gula ingår i släktet Eucinostomus och familjen Gerreidae. Inga underarter finns listade i Catalogue of Life.